# Chandragupta I
Chandragupta I, död 335, var en indisk monark. Han var regerande monark av Guptariket mellan 319 och 335.